# Calixto y Mercurio de Huesca
Calixto y Mercurio fueron dos caballeros oscenses que dieron su vida batallando contra los musulmanes a principios del siglo XI. Son tenidos popularmente como santos.

## Vida y leyenda
Calixto y Mercurio eran dos hermanos o primos, originarios de Huesca. Los dos se hicieron caballeros y fueron a socorrer a los habitantes del Bordères-Louron, que sufrían una incursión de musulmanes. En la lucha, en el año 1003, ambos mueren en combates diferentes, y fueron considerados como mártires.
Se dice que Calixto, entrando en Louron por la cima  de Azet, accedió de un salto al valle para poder participar en la batalla de Cazaux.

## Veneración
Calixto es el santo patrón de Cazaux-Fréchet-Anéran-Camors, mientras que Mercurio lo es de Vielle-Louron. Cada pueblo tiene dedicada su iglesia a cada uno de ellos.